# KGB

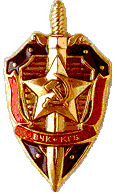
A KGB jelvénye

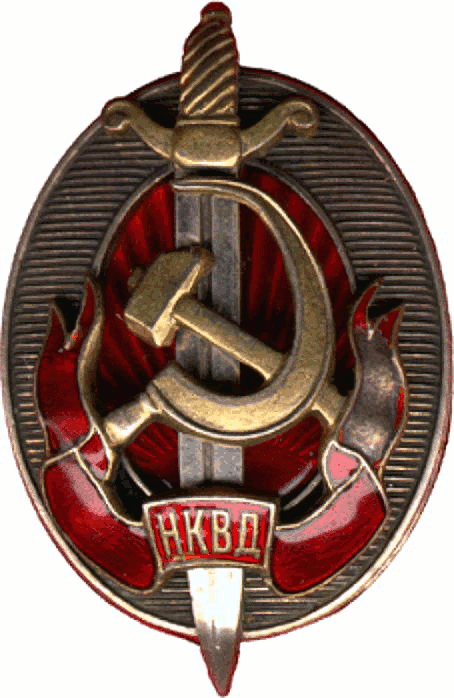
Az NKVD jelvénye

Az Állambiztonsági Bizottság, rövidítve KGB (oroszul: КГБ – Комитет государственной безопасности, magyar átírásban Komityet goszudarsztvennoj bezopasznosztyi) a Szovjetunió állambiztonsági feladatokat ellátó szerve volt 1954 és 1991 között. Vezetője miniszteri posztot töltött be, aki a Minisztertanácsnak felelt.
Oroszországi utódszervezetei a belbiztonsági és kémelhárítási feladatokat ellátó Szövetségi Biztonsági Szolgálat (FSZB) és a hírszerzéssel foglalkozó Külső Hírszerző Szolgálat (SZVR).

## Helye a politikai és állami rendszerben
A KGB-nek állami bizottságként a minisztériumokhoz hasonló jogállása volt, de vezetőjét nem miniszternek, hanem a Bizottság elnökének nevezték, aki a Minisztertanács tagja volt. Szervezetileg főigazgatóságokra és igazgatóságokra tagolódott. Elsősorban titkosszolgálati részlegek, valamint a határőrség és a kormányőrség tartoztak hozzá, beleértve összesen közel 300 ezer főnyi létszámú reguláris csapatokat is. A KGB szövetségi-köztársasági állami bizottság volt, ami azt jelentette, hogy a Szovjetunió valamennyi köztársaságának minisztertanácsa alá rendelve működtek hasonló szervezetek és a KGB részben ezek útján látta el feladatait.
A KGB tényleges irányítását azonban nem a Minisztertanács, hanem közvetlenül az SZKP illetve annak vezető szervei és testületei látták el. A KGB rendkívül nagy befolyással volt a Szovjetunió állampolgárainak mindennapi életére, azonban politikai befolyást elődszervezeteivel ellentétben nem szerzett a politikai vezetés felett.

## Elődszervezeteinek története
A KGB elődszervezeteinek története 1917-ben kezdődött, amikor Feliksz Edmundovics Dzerzsinszkij vezetésével létrejött az Összoroszországi Különleges Bizottság (a „Cseka”). A szovjet állambiztonsági szervek az alábbiak szerint alakultak a KGB megalakulása előtt.
- 1917: Cseka (VCSK, Összoroszországi Különleges Bizottság) a Népbiztosok Tanácsa alatt
- 1922: GPU (Állami Politikai Igazgatóság) az NKVD (Belügyi Népbiztosság) alatt
- 1923: OGPU (Egyesített Állami Politikai Igazgatóság) a Népbiztosok Tanácsa alatt
- 1934: GUGB (Állambiztonsági Főigazgatóság) az NKVD (Belügyi Népbiztosság) részeként
- 1941 február-július, majd 1943: NKGB (Állambiztonsági Népbiztosság), kiválva az NKVD-ből
- 1946: MGB (Állambiztonsági Minisztérium), az összes népbiztosság minisztériumra átnevezése miatt
- 1953: MVD (Belügyminisztérium), újraegyesült az MGB és az MVD
- 1954: KGB (Állambiztonsági Bizottság) a Minisztertanács alatt, kiválva az MVD-ből

A külföldi hírszerzést és a katonai hírszerzést 1947-ben külön szervezetben, a Minisztertanács Információs Bizottsága néven összevonták, majd ezt 1949-ben átszervezték és a Külügyminisztérium Információs Bizottsága néven működött 1952-ig, amikor visszaintegrálták az állambiztonság szervezetébe, az MGB-be.

## Felépítése
A KGB volt a Szovjetunió szövetségi hírszerzési és biztonsági hivatala, valamint a tagköztársasági szintű biztonsági hivatalok közvetlen irányítója (amikor ilyenek léteztek). A KGB tevékenységét ténylegesen a Szovjetunió Kommunista Pártja legfelsőbb vezetése irányította és felügyelte.
A KGB kollégiumának (vezető testületének) tagja az elnök, az egy-két első elnökhelyettes, a további elnökhelyettesek, illetve néhány más külön kijelölt személy volt.
A KGB főcsoportfőnökségekre és csoportfőnökségekre tagolódott. Például:

### Főcsoportfőnökségek
- Első Főcsoportfőnökség – hírszerzés és külföldi műveletek
- Második Főcsoportfőnökség – belső biztonság és kémelhárítás
- Harmadik Főcsoportfőnökség – kémelhárítás a szovjet fegyveres erőkön belül
- Nyolcadik Főcsoportfőnökség – rejtjelzés/rejtjelfejtés, a kormányzati kommunikációs technika fejlesztése.
- Határőr Főcsoportfőnökség – A Szovjetunió határőrsége(wd) (1954–1991) 220 000 főt (1991 augusztus) számláló határbiztonsági erő, amely a Szovjetunió határain jelentkező csempészet és illegális mozgások ellen harcolt, szárazföldi, légi és vízi erőkkel.

### Csoportfőnökségek
- - Ötödik Csoportfőnökség – gazdasági biztonság (1954–1960); az „ideológiai diverzió” elleni harc, a szovjetellenes és az „egyházi-szektás elemek” elleni küzdelem (1967–1989 augusztus 29.)
  - Hetedik Csoportfőnökség – szovjet és külföldi állampolgárok tevékenységének, mozgásának megfigyelése, követése a KGB többi részlegének megrendelésére
  - Kilencedik Csoportfőnökség – az SZKP és a szovjet kormány legfőbb vezetőinek testőrsége
  - Tizenhatodik Csoportfőnökség – elektronikus felderítés (SIGINT, ELINT), rejtjelfejtés (1973–1991)

## A KGB elnökei
| Hivatal kezdete     | Hivatal vége        | Név                                 | Rendfokozat                                      |
| ------------------- | ------------------- | ----------------------------------- | ------------------------------------------------ |
| 1954. március 13.   | 1958. december 8.   | Ivan Alekszandrovics Szerov         | vezérezredes, 1955-től hadseregtábornok          |
| 1958. december 25.  | 1961. november 13.  | Alekszandr Nyikolajevics Selepin    |                                                  |
| 1961. november 13.  | 1967. május 18.     | Vlagyimir Jefimovics Szemicsasztnij | 1964-től vezérezredes                            |
| 1967. május 18.     | 1982. május 26.     | Jurij Vlagyimirovics Andropov       | 1973-tól vezérezredes, 1976-tól hadseregtábornok |
| 1982. május 26.     | 1982. december 17.  | Vitalij Vasziljevics Fedorcsuk      | vezérezredes                                     |
| 1982. december 17.  | 1988. október 1.    | Viktor Mihajlovics Csebrikov        | vezérezredes, 1983-tól hadseregtábornok          |
| 1988. október 1.    | 1991. augusztus 22. | Vlagyimir Alekszandrovics Krjucskov | hadseregtábornok                                 |
| 1991. augusztus 22. |                     | Leonyid Vlagyimirovics Szebarsin    |                                                  |
| 1991. augusztus 23. | 1991. november 6.   | Vagyim Viktorovics Bakatyin         | vezérőrnagy                                      |

## Fordítás
- Ez a szócikk részben vagy egészben a Комитет государственной безопасности СССР című orosz Wikipédia-szócikk ezen változatának fordításán alapul.  Az eredeti cikk szerkesztőit annak laptörténete sorolja fel. Ez a jelzés csupán a megfogalmazás eredetét és a szerzői jogokat jelzi, nem szolgál a cikkben szereplő információk forrásmegjelöléseként.